# دد کن دنس
دد کن دنس (به انگلیسی: Dead Can Dance) یک گروه موسیقی در سبک دارک ویو است که توسط برندن پری و لیزا جرارد در اوت ۱۹۸۱ در ملبورن استرالیا تشکیل شد.
گروه در می ۱۹۸۲ به انگلستان و شهر لندن نقل جایگاه کرد و بعد از انتشار چندین آلبوم در سال ۱۹۹۸ منحل شد. اعضای گروه در سال ۲۰۰۵ برای یک تور جهانی به هم ملحق شدند و دوباره در سال ۲۰۱۲ با انتشار آلبومی جدید (Anastasis) توری جهانی را برگزار کردند.
آلبوم ۱۹۹۶ آنها (Spiritchaser) در جایگاه یکم جدول آلبوم‌های بیلبورد در بخش موسیقی جهانی قرار گرفت.
کارهای گروه شامل تم‌هایی از موسیقی خاورمیانه‌ای، آفریقایی، اسکاتلندی می‌باشد.

## آلبوم‌ها
- Dead Can Dance
- Spleen and Ideal
- Within the Realm of a Dying Sun
- The Serpent's Egg
- Aion
- Into the Labyrinth
- Toward the Within
- Spiritchaser
- Anastasis
- Dionysus